# Habrocestum graecum
Habrocestum graecum là một loài nhện trong họ Salticidae.
Loài này thuộc chi Habrocestum. Habrocestum graecum được Raymond Comte de Dalmas miêu tả năm 1920.